# Wíres José de Souza
Wíres José de Souza sau mai simplu Wíres (n. 30 decembrie 1982) este un fotbalist brazilian care joacă pe postul de mijlocaș defensiv pentru echipa Rio Ave FC. În vara anului 2011 a fost aproape de un transfer la FC Steaua București.